# Marc Arnold
Marc Arnold (ur. 19 września 1970 w Johannesburgu) – południowoafrykański piłkarz występujący na pozycji pomocnika. Arnold posiada także obywatelstwo niemieckie.

## Kariera
Arnold zawodową karierę rozpoczął w 1990 roku w niemieckim klubie Stuttgarter Kickers. Potem był zawodnikiem Freiburgera FC oraz SSV Ulm 1846. W 1994 roku podpisał kontrakt z pierwszoligową Borussią Dortmund. W Bundeslidze zadebiutował 29 października 1994 w wygranym 1:0 meczu z Dynamem Drezno. W 1995 roku zdobył z klubem mistrzostwo Niemiec.
W tym samym roku odszedł do drugoligowej Herthy Berlin. Zadebiutował tam 8 marca 1996 w przegranym 2:4 ligowym spotkaniu z FC Carl Zeiss Jena. W 1997 roku awansował z klubem do Bundesligi. 22 listopada 1997 w zremisowanym 2:2 pojedynku z Bayerem 04 Leverkusen strzelił pierwszego gola w trakcie gry w Bundeslidze.
W 1998 roku Arnold przeszedł do drugoligowego Karlsruher SC. Grał tam przez dwa lata, a po spadku jego klubu do Regionalligi, trafił do LR Ahlen. W 2003 roku odszedł do Eintrachtu Brunszwik, grającego w Regionallidze. Potem był graczem KSV Hessen Kassel, gdzie w 2007 roku zakończył karierę.